# Dimorphanthera beccariana
Dimorphanthera beccariana är en ljungväxtart som beskrevs av J. J. Smith. Dimorphanthera beccariana ingår i släktet Dimorphanthera och familjen ljungväxter. Inga underarter finns listade i Catalogue of Life.